# Somnambulumdrum
Somnambulumdrum è un singolo (prodotto come disco flessibile) di Foetus (in questo caso, Foetus Inc). Venne incluso nella rivista Reflex Magazine, Volume 2, Issue 2 (settembre 1990). La canzone Somnambulumdrum è anche chiamata Incesticide (vedi Null/Void).

## Track list
- Somnambulumdrum – 3:44

## Formazione
J. G. Thirlwell - Performance, produzione, Composizione